# اللواء 101 شرطة جوية (اليمن)
اللواء 101 شرطة جوية هو لواء شرطة جوية يمني، يتبع القوات الجوية والدفاع الجوي، يتمركز اللواء في جبل النبي شعيب بمحافظة صنعاء، ضمن عمليات المنطقة العسكرية السابعة.